# Scholastyka saska
Scholastyka saska, Scholastyka askańska (ur. 1391/1395, zm. 12 maja 1461 lub 1463) – księżna, żona Jana I, księcia żagańskiego.
Rodzicami Scholastyki saskiej byli: Rudolf III, książę saski z dynastii askańskiej (zm. 1419) i Anna turyńska, córka Baltazara landgrafa Turyngii (zm. 1395). Około 1408 roku poślubiła Jana I, księcia żagańskiego, z którym doczekała się czterech synów: (Baltazara, Rudolfa, Wacława, oraz Jana), i sześciu córek: Anny, Jadwigi, Małgorzaty, Barbary, Scholastyki i Agnieszki. W związku z niewypłacalnością ojca córki: Barbara, Scholastyka i Agnieszka nie wyszły nigdy za mąż. Scholastyka przez księcia Jana traktowana była brutalnie, przez co próbowała uciec z Żagania. W trakcie ucieczki została pojmana i z rozkazu męża przewieziona do zamku w Nowogrodzie Bobrzańskim bez prawa powrotu do stolicy księstwa. Po śmierci Jana Scholastyce przysługiwało całe księstwo żagańskie tytułem wiana, jednak nakłoniona przez swych synów, zadowoliła się skromnym uposażeniem, rezydując w Nowogrodzie Bobrzańskim. Scholastyka nie opuściła Nowogrodu nawet po śmierci męża, gdyż okręg ten został przyznany jej jako oprawa wdowia.
Zmarła 12 maja 1461 lub 1463. Pochowana została w Żaganiu.

## Potomstwo
- Baltazar (ur. 1410/1415, zm. 15 lipca 1472),
- Rudolf (ur. 1411/1418, zm. 18 września 1454),
- Anna (ur. 1408/1418, zm. 2 kwietnia 1439) – żona Albrechta VIII z Lindow,
- Jadwiga (ur. ok. 1385, zm. 12 kwietnia 1439) – żona Bernarda VI Bernburskiego,
- Małgorzata (ur. 1415/1425, zm. 9 maja 1491) – żona Volrada z Mansfeldu, potem Henryka XI Śmiałego z Hohenstein, wreszcie Henryka III Brunszwickiego,
- Wacław (ur. 1420/1434, zm. 29 kwietnia 1488),
- Barbara (ur. 1420/1430 zm. 1476) – niezamężna,
- Scholastyka (ur. 1420/1430 zm. 1483/1489) – niezamężna,
- Agnieszka (ur. 1430/1439 zm. 1 lutego/6 grudnia 1473) – niezamężna,
- Jan II (ur. 16 czerwca 1435, zm. 22 września 1504).